# Zinnspielwarenfabrik Theodor Krause
Die Zinnspielwarenfabrik Theodor Krause bestand in Gotha von 1853 bis 1943. Das über drei Generationen in Familienbesitz befindliche Unternehmen hat Zinnfiguren, und zwar vorwiegend Zinnsoldaten, aber auch zivile Motive, Zubehör für Puppenstuben und mechanisches Spielzeug hergestellt und an einen deutschen und internationalen Kundenkreis vertrieben.

## Geschichte
Die Firma wurde am 15. September 1853 von Theodor Krause (1819–1906) gegründet. Der Gründer war der Sohn des Zinngießermeisters Johann Elias Anselm Krause (1788–1847), der in seiner Werkstatt in der Gothaer Fleischgasse (heute: Hünersdorfstraße) Hausrat aus Zinn produziert hatte. Der Sohn legte im elterlichen Betrieb 1846 die Meisterprüfung ab und betrieb sein eigenes Unternehmen anfangs auch noch in den elterlichen Werkstatträumen. Zwar nannte Theodor Krause sein Unternehmen Fabrik, doch produzierte er anfangs noch rein handwerklich mit selbstgefertigten Gussformen. Krauses Zinnfigurenfabrik war das zweite deutsche Unternehmen dieser Art nach der 1839 gegründeten Zinnspielwarenfabrik Ernst Heinrichsen in Nürnberg.
Krauses ersten Produkte waren Zinnsoldaten, die er bald um Eisenbahnen und Schiffe sowie Zubehör für Puppenstuben erweiterte. Er war ab 1856 auf der Leipziger Messe vertreten, konnte sich bald internationale Vertriebswege eröffnen und belieferte rasch auch Kunden in Frankreich, England, der Schweiz und Österreich. Für den Export fertigte er spezielle Hohlfiguren, um die Exportzölle für das schwere Grundmaterial Zinn niedrig zu halten. Die Firma nahm wegen der Nachfrage nach Zinnsoldaten aufgrund der Kriege von 1864 und 1866 einen raschen Aufschwung und bezog um 1865 eigene Räumlichkeiten in der Gartengasse 3 in Gotha. Bis 1870 hatte sich Krause einen Kundenkreis in 90 deutschen Städten sowie praktisch im gesamten europäischen Ausland sowie in den USA erarbeitet. Ein Schwerpunkt im Auslandshandel lag in Österreich, was durch den Beitritt Sachsen-Coburg-Gothas zum Deutschen Zollverein begünstigt worden war. Neuen Aufschwung für den Absatzmarkt von Zinnsoldaten lieferte der siegreiche Ausgang des Deutsch-Französischen Krieges 1870/71, so dass die Firma Krause bald den scherzhaften Namen Soldatenfabrik erhielt. Der glückliche Geschäftsverlauf führte zu einer erneuten Vergrößerung des Unternehmens, das um 1877 ein großes Anwesen am Schützenberg 2 bezog. Für seine Verdienste wurde Theodor Krause 1878 zum Kommerzienrat ernannt. 
Außer durch die Präsenz auf der Leipziger Messe war Leipzig auch sonst ein wichtiger Vermarktungsstandort des Unternehmens. Dort stellte man die Produkte von 1870 bis 1877 im Gebäude am Markt 3, ab 1878 am Neumarkt 42 und ab 1914 in einem Musterzimmer am Neumarkt 2/4 aus.
Der Gründer Theodor Krause setzte sich etwa 1880 zur Ruhe und übergab die Geschäfte seinem Sohn Karl Krause (1849–1912), der insbesondere kaufmännisch begabt war, die Fabrik nochmals erweiterte und den Exportanteil auf 75 % erhöhen konnte. Der Personalstand betrug etwa 30 Personen, die sich auf drei Gießer, 14 bis 20 Maler und Packer, einige Lehrlinge und einige Heimarbeiter verteilten. Bis 1894 besorgte der bereits unter dem Vater tätige Graveur Friedrich Alwin Schilling (1828–1894) die Gravur der Gussformen, danach stellte man keinen Graveur mehr fest ein, sondern bediente sich wechselnder externer Graveur-Anstalten zur Umsetzung der Entwürfe. Zur Produktpalette zählten inzwischen auch batteriebetriebene Lampen für Puppenstuben und Puppengeschirr. Die Vertriebspartner waren mit 1 % am Gewinn beteiligt.
Wegen des von ihm produzierten Puppengeschirrs kam Karl Krause mehrfach in Konflikt mit dem Gesetz, da er zur günstigen Produktion der Zinnwaren einen hohen Bleianteil einsetzte, der gegen die gesetzlichen Vorschriften für Nahrungsmittelgefäße verstieß. Handelsüblich waren etwa 40 % Bleianteil, Krauses Puppengeschirr des Jahres 1894 enthielt hingegen 58 % Blei. Krause konnte mit ärztlichen Gutachten sowie mit der Feststellung, dass aus Puppengeschirr nicht wirklich gegessen oder getrunken werde oder dass die Produktion des Miniaturgeschirrs überhaupt nur mit einem hohen Bleianteil möglich sei, einen Freispruch und die Freigabe seiner beschlagnahmten Produkte erwirken. Weitere Streitigkeiten gab es wegen Plagiatsvorwürfen, die gegen Krause erhoben wurden. Ein Teil der Krause-Figuren bestand schlichtweg aus nur wenig modifizierten Kopien von zum Teil wesentlich älteren Figuren anderer Hersteller. So hatte man beispielsweise eine beim Konkurrenten Heinrichsen in Nürnberg 1839 gegossene Figur aus deren Parforce-Jagd völlig identisch übernommen. Doch Krause war nicht nur das Ziel von Klagen, sondern klagte auch selbst; insbesondere bei säumigen Schuldnern beschritt er oft den Klageweg. So umstritten die Geschäftspraktiken auch waren, so gut war das Verhältnis der Unternehmerfamilie zu den Beschäftigten, von denen viele ihr ganzes Arbeitsleben in der Fabrik verbrachten. Die Arbeitsbedingungen in der Zinnwarenfabrik waren jedoch nicht die besten und es kam mehrfach zu Vergiftungen durch eingeatmeten Bleistaub. 
Nach Karl Krauses Tod 1912 führte dessen Sohn Rudolph die Geschäfte weiter. Er wurde allerdings 1914 zum Kriegsdienst eingezogen und fiel 1915 in Frankreich. Seine Witwe Mary Krause geb. Gerlach führte die Geschäfte weiter und wusste den Betrieb auch durch die erschwerte Kriegswirtschaft mit der Beschlagnahme von Rohstoffen zu lenken. Der Erste Weltkrieg brachte anfangs sogar eine Umsatzsteigerung mit sich, da in den ersten Kriegsjahren die Nachfrage nach Zinnsoldaten sprunghaft anstieg. Je länger der Krieg sich jedoch hinzog, umso mehr ließ diese Nachfrage auch wieder nach und kam zum Kriegsende völlig zum Erliegen. Die umsichtige Unternehmerin konnte den Betrieb durch eine Umstellung auf ziviles und technisches Spielzeug erhalten und auch durch die Inflation und die Weltwirtschaftskrise führen.
Im Jahr 1928 beging man das 75-jährige Jubiläum der Firma. In jenem Jahr umfasste das auf der Leipziger Messe präsentierte Sortiment Bleisoldaten in unterschiedlichster Ausführung mit passendem Zubehör wie Kanonen, Fahrzeugen, Zelten usw., Artikel für Puppenstuben wie Möbel, Leuchten, Geschirr. Der Begeisterung für die damals gefeierten Atlantikflieger trug man mit Figuren von Hermann Köhl, Ehrenfried Günther Freiherr von Hünefeld und James Fitzmaurice sowie ihres Flugzeugs Bremen in unterschiedlichen Größen Rechnung.
1930 wurde die Figurengröße von 30 mm der Figuren des Nürnberger Herstellers Heinrichsen zur Norm erhoben. In den 1930er Jahren profitierten die Unternehmen von der Militarisierung und der Traditionspflege durch die NS-Machthaber, so dass Zinn- und Bleisoldaten wieder in den Mittelpunkt der Firmenwerbung rückten und die Firma Krause in ihrer Werbung an die „Pflege der Erinnerung an unsere ruhmreiche Vergangenheit“ appellierte.
Das Ende für die Zinnspielwarenfabrik Theodor Fischer kam im Jahr 1943, als der Betrieb aufgrund der Kriegswirtschaft im Zweiten Weltkrieg stillgelegt wurde. Zinn und Blei wurden für Rüstungszwecke benötigt. Nach Kriegsende gelang Mary Krause trotz aller Bemühungen kein Neuanfang mehr. Das Firmengebäude in Gotha wurde zuletzt ab 1972 vom VEB „Bijou“ genutzt und im Winter 1983/84 abgerissen.
Das Gothaer Museum für Regionalgeschichte und Volkskunde hat nach dem Zweiten Weltkrieg zwei Zinnfigurenserien nach Formen der Firma Krause („Gothaer Marktleben um 1830“ und „Hohe Jagd“) als Souvenirs neu aufgelegt.